# Souleymane Keita
Jules Souleymane Keita (n. 4 noiembrie 1987, Dakar, Senegal) este un fotbalist senegalez care în prezent este sub contract cu ACS Poli Timișoara. De-a lungul carierei a mai evoluat la FC Botoșani, Gloria Bistrița și la CSMS Iași.